# Anthophiura challengeri
Anthophiura challengeri is een slangster uit de familie Ophiuridae.
De wetenschappelijke naam van de soort werd in 1930 gepubliceerd door H. Fasmer.